# Multiversidad
Multiversidad (Buenos Aires, Argentina). Entidad pedagógico-cooperativa creada en 1982 y desarrollada programáticamente hasta 1987 por Miguel Grinberg, Leonardo Sacco y Fabricio Simonelli, acompañados por 200 lectores de la revista Mutantia. Estuvo basada en el concepto de Prácticas Pedagógicas Independientes y fue rampa de lanzamiento de otros programas educativos como la Red Verde Esperanza de Huertos Escolares Infantiles, el Centro de Estudios sobre Tecnologías Apropiadas de la Argentina y la revista Cantarrock. Entre otras iniciativas, desarrolló un Centro de Estudios Sociales coordinado por Alejandro Piscitelli, pionero de la investigación sobre Ciberculturas.

## Historia
Edgar Morin describe tres de los principales antecedentes históricos de la Multiversidad, concebida en tanto institución: El concepto de multiversidad tiene su primera manifestación en la década de los sesenta del siglo veinte. Según registros conocidos, el presidente de la Universidad de California, Clark Kerr, intentó definir la universidad focalizada en la investigación como una “multiversity”. La multiversidad, “es una institución inconsistente. No es una comunidad, sino varias… sus fronteras son difusas…”. No prosperó, pero el término quedó acuñado.
En abril de 1989 nace en América del Sur la Multiversidad Franciscana de América Latina (MFAL) como una institución de formación alternativa, a nivel superior, que combina aún hoy la enseñanza con la práctica, la investigación con la promoción y la reflexión con la afectividad. Todo ello desde un profundo compromiso ético de reencuentro con toda la vida.
En 1994, se plantea el término por tercera ocasión de manera formal en Penang, Malasia, sin llegar todavía a una concreción. Su fundamento descansaba en la intención de cuestionar la dependencia académica de occidente y su influencia en las formas de pensamiento. El desenlace fue la construcción de "Multiversity" en 2002, y el espíritu que la alienta es la convicción de que cualquier persona puede adoptar una actitud de aprendizaje autodidacta que no necesariamente se corresponda con los modelos de educación practicados en las universidades tradicionales.
Es así que Morin se muestra como quien depura el concepto y establece los cimientos para fundar, en 1999 -Hermosillo, Sonora, México-, la Multiversidad Mundo Real Edgar Morin.

## Multiversidad de Buenos Aires
La historia de la Multiversidad en América Latina tiene sus inicios en el paradigmático caso del Grupo de Reflexión llamado "La Cultura del Futuro", organizado por Miguel Grinberg, Leonardo Sacco y Fabricio Simonelli, (...) Los tres citados, junto a Luis Jorge Jalfen, Jorge Bolívar, Gabriela Rebok y Agustín de la Riega.
La Multiversidad de Buenos Aires fue una entidad pedagógico-cooperativa creada en 1982 y desarrollada programáticamente hasta 1987 por Miguel Grinberg, Leonardo Sacco y Fabricio Simonelli, acompañados por 200 lectores de la revista Mutantia. Estuvo basada en el concepto de "Prácticas Pedagógicas Independientes" y fue rampa de lanzamiento de otros programas educativos como la Red Verde Esperanza de Huertos Escolares Infantiles, el Centro de Estudios sobre Tecnologías Apropiadas de la Argentina y la revista Cantarrock. Entre otras iniciativas, desarrolló un Centro de Estudios Sociales coordinado por Alejandro Piscitelli, pionero de la investigación sobre Ciberculturas.
Incorporando los trabajos de Edgar Morin sobre interdisciplinariedad y sistemas complejos, y de Michel Onfray sobre educación popular, en el año 2010 es fundada la Multiversidad Abierta de Buenos Aires, en el marco de un pensar situado, buscando no tan sólo protagonizar "La cultura del futuro", sino también fortalecer la idea de pluricomunidades de investigación transdisciplinar e interculturalidad, de educación libre y abierta, fundada en los principios de "libertad", "relación", "diferencia", "mestizaje" e "interculturalidad".
La Multiversidad Abierta de Buenos Aires se suma a:
- Multiversidad Franciscana de América Latina (MFAL), 1989
- Facultad Libre de Venado Tuerto, 1990/ Facultad Libre de Rosario
- Multiversidad Mundo Real Edgar Morin, 1994
- India International Multiversity (IIMv)
- Mpambo Afrikan Multiversity
- Université Populaire de Caen, 2002